# Antony Passage
Antony Passage – osada w Anglii, w Kornwalii. Leży 98 km na wschód od miasta Penzance i 314 km na południowy zachód od Londynu.